# شنر شن
شَنَر شَن (به ترکی استانبولی: Şener Şen)؛ زادهٔ ۲۶ دسامبر ۱۹۴۱ هنرپیشه سینما و تئاتر اهل کشور ترکیه و شهر آدانا است. وی از سال ۱۹۶۶ میلادی تاکنون مشغول فعالیت بوده‌است. از فیلم‌هایی که وی در آن نقش داشته است می‌توان به فصل شکار، برای عشق و افتخار، سوت کاردشلر و یاسمین اشاره کرد.

## زندگی شخصی
شنر شن دو بار ازدواج کرده است که از ازدواج اولش صاحب یک فرزند دختر به اسم بنگو شد. او پس از طلاق از همسر اول خود، با سرمین هومریچ  (به ترکی استانبولی: Sermin Hürmeriç) ازدواج کرد.

## جوایز
- جایزهٔ بهترین بازیگر نقش مکمل مرد از جشنواره فیلم آنتالیا- سال ۱۹۷۸
- جایزهٔ بهترین بازیگر نقش اصلی مرد از جشنواره فیلم آنتالیا- سال ۱۹۸۷
- جایزهٔ بهترین بازیگر نقش اصلی مرد از جشنواره فیلم والنسیا- سال ۱۹۹۷
- جایزهٔ بهترین بازیگر نقش اصلی مرد از جشنواره فیلم آنتالیا- سال ۲۰۰۵